# Лоизу, Лоизос (футболист)
Лоизос Лоизу (греч. Λοΐζος Λοΐζου; род. 18 июля 2003, Коккинотримития, Никосия) — кипрский футболист, нападающий клуба «Омония» (Никосия) и сборной Кипра.

## Биография

### Клубная карьера
Воспитанник клуба «Омония» (Никосия). В его составе дебютировал в чемпионата Кипра в возрасте 15 лет, 9 месяцев и 23 дней. 11 мая 2019 года в матче 9-го тура чемпионского раунда 2018/19 против клуба АПОЭЛ он вышел на замену на 90-й минуте, заменив Давида Рамиреса. Также появился на замену в матче следующего тура с АЕК Ларнака. По итогам сезона «Омония» заняла 6 место в лиге. В сезоне 2019/20 сыграл только один матч против «Эносиса» (3:0), в котором провёл на поле всего 7 минут, но отметился забитым голом. Сезон 2019/20 на Кипре не был доигран в связи с пандемией COVID-19 и официально титул не вручался, однако «Омония», занимавшая на момент остановки первое место, квалифицировалась в отборочный этап Лиги чемпионов УЕФА.
В январе 2024 года до конца сезона 2023/24 перешёл на правах аренды в нидерландский «Херенвен».

### Карьера в сборной
В конце августа 2020 года получил свой первый вызов в сборную Кипра на матчи Лиги наций УЕФА против Черногории и Азербайджана. Дебютировал 5 сентября в игре с Черногорией, в которой появился на замену на 63-й минуте вместо Димитриса Христофи. 7 октября того же года в товарищеской встрече с Чехией забил свой первый гол за сборную.